# Mouvement de Tebhaga
 (juillet 2018).
Si vous disposez d'ouvrages ou d'articles de référence ou si vous connaissez des sites web de qualité traitant du thème abordé ici, merci de compléter l'article en donnant les références utiles à sa vérifiabilité et en les liant à la section « Notes et références ».
Le mouvement de Tebhaga est une campagne militante commencée au Bengale, en Inde, par les Kisan Sabha (les paysans du Parti communiste indien) en 1946. À l'époque, les paysans devaient donner la moitié de leur récolte aux propriétaires de la terre. Le mouvement de Tebhaga (qui signifie "partager en tiers") voulait donner seulement un tiers de la récolte aux propriétaires.
Les paysans sont souvent devenus violents et beaucoup de propriétaires se sont enfuis laissant leur terre aux mains des Kisan Sabha.
Le gouvernement fit alors voter la loi de Bargader, qui prévoit que les propriétaires ne peuvent pas prendre plus qu'un tiers de la récolte. Cette loi n'a pas été complètement appliquée.